# Wygnanka (stacja kolejowa)
Wygnanka (ukr. Вигнанка, ros. Выгнанка) – węzłowa stacja kolejowa w pobliżu miejscowości Wyhoda, na granicy rejonów czortkowskiego i husiatyńskiego, w obwodzie tarnopolskim, na Ukrainie. Leży na dawnej linii Galicyjskiej Kolei Transwersalnej. Rozpoczyna się tu ślepa linia do Iwanie Puste i Skały Podolskiej. Nazwa pochodzi od pobliskiej wsi Wygnanka.
Stacja istniała przed II wojną światową.